# 梁思齊
梁思齊（英語：Chris Langley），紐西蘭外交官。1999年進入紐西蘭外交暨貿易部，專長貿易談判，參與過《紐西蘭—中國自由貿易協定》的談判工作。曾任職於紐西蘭駐印尼、智利大使館，2018年—2021年擔任紐西蘭駐巴西大使，以及部長資深顧問等職務。在外交暨貿易部休假兩年期間，亦前往澳洲悉尼企業界任職。現任駐臺灣的紐西蘭商工辦事處代表。